# Reinventing Your Exit
«Reinventing Your Exit» — другий офіційний сингл американського хардкор-гурту Underoath. Виданий у червні 2004 року. Пісня також є одним з саундтреків гри FlatOut 2.
Пісня стала першим синглом з альбому They're Only Chasing Safety. Того ж року до неї було представлено відео.

## Відеокліп
На відео показано чоловіка, одягненого у червону футболку, що з часом починає бачити свої дії збоку, і намагається втекти від самого себе. В одному з епізодів з'являється і сам гурт, що грає у ресторані.
Це було перше відео за участі скримера Спенсера Чамберлейна.

## Сенс пісні
|  | "That song is about when somebody puts you between a rock and a hard place. Like all your grace has run out, all your love for a person has run out, they've just stepped on you and stepped on you and stepped on you, and you're really just stuck and you don't really know what's next. You're like, well, here I am, I'm stuck up against the wall and there's nothing I can do." |

 - Спенсер Чамберлейн та Аарон Жілепсі у відгуку про сингл  [Архівовано 5 липня 2016 у Wayback Machine.].